# Giulio Bregoli
Giulio Cesare Bregoli (ur. 11 września 1974 w Bolonii) – włoski trener siatkarski. Zaczynał pracować jako statystyk klubów siatkarskich, następnie był asystentem trenerów.

## Sukcesy trenerskie

### klubowe
Mistrzostwo Francji:
- 2016[10]

Superpuchar Francji:
- 2016[11]

Puchar Francji:
- 2019[12]

Puchar Challenge:
- 2023[13]
- 2025[14]

Puchar CEV:
- 2024[15]

### reprezentacyjne
Złota Liga Europejska:
- 2024[16]